# Stosch (Adelsgeschlechter)

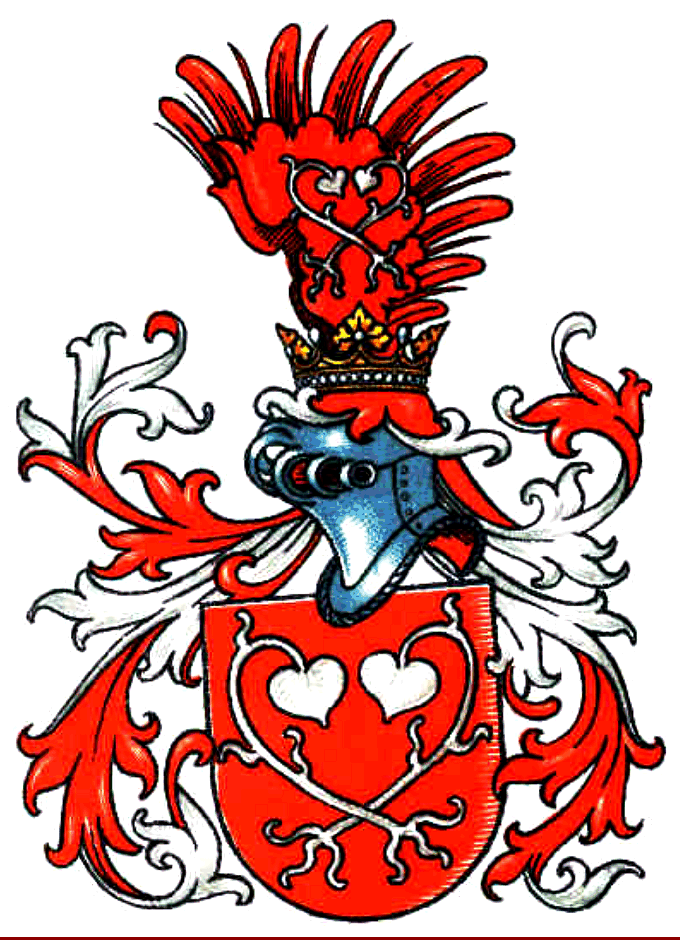
Stammwappen derer von Stosch

Stosch ist der Name zweier schlesischer Adelsgeschlechter. Die eine Familie, deren Zweige zum Teil bis heute bestehen, gehört zum schlesischen Uradel. Wegen einer Adoption führt seit 1936 ein Zweig den Namen Stosch von Tettau. Seit Anfang des 18. Jahrhunderts gibt es außerdem eine gleichnamige briefadelige Familie, deren Angehörigen während des 19. Jahrhunderts mehrfach der Adelsstand bestätigt wurde.

## Uradelige Familie

### Geschichte

#### Herkunft
Nach Kneschke waren die Herren von Stosch stammesverwandt mit dem ebenfalls aus Schlesien kommenden Uradelsgeschlecht von Kaunitz. Beide Familien führen auch ein ähnliches Wappen mit Seeblättern als Wappenfigur. Demnach nannten sich die ersten Angehörigen der Stosch in Schlesien Stosch von Kaunitz. Der bereits im Jahre 1181 als Kronfeldherr der vereinigten Polen und Schlesier erscheinende Otto Graf Stosch, soll der Ahnherr der späteren Grafen und Freiherren von Stosch gewesen sein. Gemeinsam mit den weiteren stammesverwandten Familien Augezdecz, Martinic, Talmberg, Richnowsky von Reichenau und Černčický von Kácov gehören die von Stosch dem Gesamthaus Kaunitz an.
Das Genealogische Handbuch des Adels beginnt die ununterbrochene Stammreihe der Familie mit Leonardus, der am 8. Mai 1250 erstmals urkundlich erscheint. Er wird in der Urkunde als Zeuge von Konrad, Domherr zu Breslau und Protonotar des Herzogs Heinrich von Schlesien, genannt.

#### Ausbreitung und Persönlichkeiten
Schon im 13. Jahrhundert bestanden drei Linien, eine in Oberschlesien und zwei in Niederschlesien. Die oberschlesische Linie, die sich Stosch zu Kaunitz schrieb, soll Ende des 16. Jahrhunderts erloschen sein. Doch erscheint noch 1632 Otto Heinrich Stosch, Freiherr von Kaunitz als Landeshauptmann des Fürstentums Sagan. Die niederschlesischen Linien, sie schrieben sich nur von Stosch, teilten sich in verschiedene Nebenlinien und Häuser. In der Pfarrkirche St. Laurentius in Tschirnau befinden sich mehrere Epitaphe, Grabsteine und Inschriftentafeln für Angehörige des Adelsgeschlechts Stosch.
Die ältesten Stammhäuser der Familie waren unter anderem Peterwitz, das damals noch zum Herzogtum Breslau gehörte und vor 1241 und bis 1278 von Graf Peter, Sohn des Stosso («comes Petrus, filius quondam Stossonis») bewirtschaftet wurde, Siegroth im Herzogtum Brieg mit der Zweiglinie zu Lorenzdorf (beide erloschen während des 18. Jahrhunderts) sowie Mondschütz im Herzogtum Wohlau. Das Haus Mondschütz teilte sich wiederum in die Nebenhäuser zu Tschirnau, Simbschen, Schwarzau, Großwangen, Rinnersdorf, Wandritsch, Kunzendorf und Conradswaldau. Das Haus Kreidelwitz, ein Nebenzweig des Hauses zu Schwarzau, starb 1688 aus. Eine umfangreiche Familiengeschichte der verschiedenen Linien und Zweige verfasste Melchior Friedrich von Stosch, der 1724 als Hofrichter und Landesdeputierter des Fürstentums Wohlau verstarb.
1701 erhielt Caspar von Stosch den böhmischen Freiherrenstand. Der freiherrliche Stamm teilte sich in eine ältere und eine jüngere Linie, von denen sich die ältere Linie in zwei weitere Nebenlinie aufspaltete. Ein Freiherr von Stosch war 1857 Herr auf Lankau im damaligen Landkreis Namslau.
Hans Gottlieb von Stosch wurde 1798 von König Friedrich Wilhelm III. in den preußischen Grafenstand erhoben. Er war mit Amalia Henriette Gräfin von Hoym, eine Tochter des königlich preußischen geheimen Staatsministers Georg Carl Heinrich Graf von Hoym, verheiratet. Ihr gemeinsamer Sohn Georg Graf von Stosch (* 1793), Herr auf Manze, Reysau, Rosswitz, Glofenau, Dürrhartau, Kaltenhaus und Sadewitz, starb 1863 als Landschaftsdirektor der Fürstentümer Breslau und Brieg. Er war zweimal verheiratet, in erster Ehe mit Minna Freiin von Saurma († 1824) und in zweiter Ehe mit Luise von Kleist (1802–1855). Luise, auch Lulu genannt, war die Tochter von Marie von Kleist, Hofdame und Freundin von Königin Luise von Preußen. Graf Georg hinterließ aus seiner zweiten Ehe vier Söhne und eine Tochter.
Felix Graf von Stosch (* 1795), ein Bruder von Georg und Herr der Güter Hartau und Lawaldau, heiratete 1830 Luise von Grolman (* 1806). Das Paar hatte zwei Söhne. Hans Graf von Stosch (* 1797), der jüngste Bruder von Georg und Felix, Herr der Güter Polnisch-Kessel, Jany und Stoschendorf, wurde Landschaftsdirektor des Fürstentums Glogau-Sagan.
In der Mark Brandenburg war die Familie 1720 zu Glogsen, 1740 zu Baudach, Grimnitz, Hammer und Balkow, ab 1680 zu Gollzen, 1750 zu Leeskow sowie 1800 zu Niedewitz, Steinbach und Steinitz besitzlich. Noch Mitte des 19. Jahrhunderts waren Angehörige der gräflichen Linie in Schlesien zu Manze, Glofenau, Dürrhartau, Reisau und Rosswitz im Landkreis Nimptsch, Sadewitz im Landkreis Breslau, Hartau im Landkreis Sprottau, Lawaldau im Landkreis Grünberg sowie Polnisch-Kessel, ein alter Familienbesitz ebenfalls im Landkreis Grünberg gelegen, begütert.

#### Standeserhebungen
Aus dem Haus Kleinwirsewitz erhielt Caspar von Stosch auf Gröditz, Altwasser und Kleinwirsewitz, Landesältester des Fürstentums Wohlau, am 17. Januar 1701 zu Wien den böhmischen Freiherrenstand. Ebenfalls aus dem Haus Kleinwirsewitz kamen die Vettern Caspar Anton Bernhard auf Niederpopschütz, preußischer Major a. D., Eduard, preußischer Rittmeister a. D., und Rudolf von Stosch auf Oberjohnsdorf, preußischer Rittmeister a. D., die am 14. April 1840 eine preußische Anerkennung des Freiherrenstandes durch Ministerialreskript erhielten.
Der aus dem Haus Hartau kommende Hans Gottlieb von Stosch auf Hartau, preußischer Kammerherr, wurde am 6. Juli 1798 zu Berlin in den preußischen Grafenstand erhoben.

### Wappen

#### Stammwappen
Das Stammwappen zeigt in Rot zwei geschränkte ausgerissene silberne Seepflanzen mit je einem eingebogenen Blatt. Auf dem Helm mit rot-silbernen Helmdecken ein geschlossener, vorn mit dem Schildbild belegter roter Flug.

#### Freiherrliches Wappen
Das 1701 verliehene freiherrliche Wappen zeigt das Stammwappen mit zwei Helmen. Beide Helme sind gleich dem Stammhelm. Als Schildhalter zwei Geharnischte.

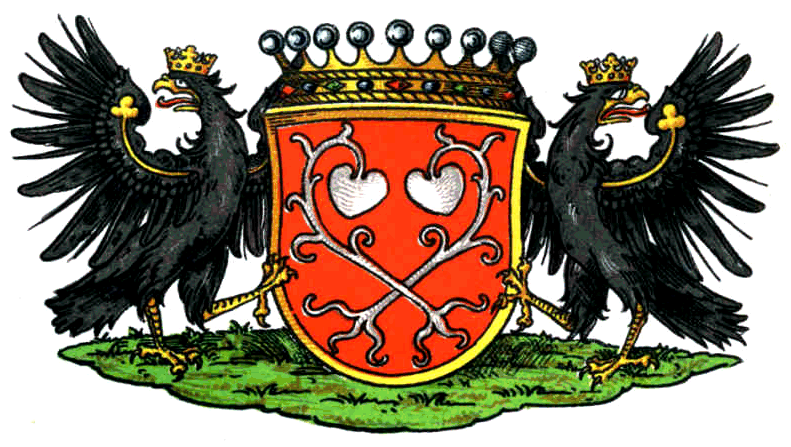
Wappen der Grafen von Stosch

#### Gräfliches Wappen
Das gräfliche Wappen, verliehen 1798, zeigt das Stammwappen, jedoch der Schild mit goldenem Rand. Als Schildhalter zwei widersehende goldgekrönte preußische schwarze Adler, die Flügel belegt mit silbernen Kleestängeln.

#### Wappensage
Einer Sage nach kam eine Armee zur Zeit der alten slawischen Könige einst an einen See. Die Anführer beratschlagten, ob er zu passieren sei oder nicht. Da wagte sich ein Adliger aus dem Heer, ein Oberster zu Pferd, mit seinem Ross hinein und erreichte glücklich das andere Ufer. Nachdem er erkundet hatte, wie man den See am besten durchqueren könnte, brachte er eine Seeblume, die er während des Schwimmens seines Pferdes gepflückt hat, mit zurück in das Lager. Daraufhin setzte die gesamte Armee über den See, und der König gab ihm zum Dank die Seeblume zu seinem Wappen.

### Güter der von Stosch
- Alt Kessel / heute Nowy Kisielin bei Grünberg / Zielona Góra in Polen

### Stosch von Tettau
Eine Adelsrechtliche Nichtbeanstandung zur Führung des Namens Graf von Stosch Freiherr von Tettau für Joachim Freiherr von Tettau, der Adoptivsohn des königlich preußischen Majors außer Dienst Albrecht Graf von Stosch auf Hartau, erfolgte am 1. Februar 1936 zu Berlin durch Beschluss der Abteilung für adelsrechtliche Fragen. Ein Wappen wurde nicht festgelegt.

### Bekannte Familienmitglieder
- Anny von Stosch (1895–1994), deutsche Opernsängerin
- Friedrich von Stosch (1689–1752), preußischer Generalmajor
- Günther von Stosch (1893–1955), deutscher Regierungsbeamter
- Johann Christoph Alexander von Stosch (1727–1806), preußischer Rittmeister und Landrat
- Simone von Stosch (* 1964), deutsche Fernsehjournalistin
- Wenzel Friedrich von Stosch (1685–1763), preußischer Landrat

## Briefadelige Familie

### Geschichte
Eine weitere gleichnamige Familie aus Schlesien, deren gesicherte Stammreihe auf den Magister Bartholomäus Stoschius (1566–1625) zurückgeht, erhielt Anfang des 18. Jahrhunderts den preußischen Adelsstand, der Familienmitgliedern zu verschiedenen Zeiten bestätigt wurde.
Der Stammvater Bartholomäus Stoschius war Rektor der Fürstenschule in Strehlen. Dessen Sohn Bartholomäus Stosch der Jüngere (1604–1686) war ein bedeutender reformierter Theologe sowie kurfürstlich-brandenburgischer Oberhof- und Domprediger in Berlin. 1662 bis 1663 nahm er an dem vom Großen Kurfürsten veranlassten Berliner Religionsgespräch zwischen den märkischen Lutheranern und Reformierten teil. Seine Söhne Friedrich Wilhelm Stosch (1648–1704), königlich preußischer Geheimer Staatssekretär, und Wilhelm Heinrich Stosch, königlich preußischer Geheimer Kämmerer, erhielten am 18. Januar 1701 zu Königsberg, dem Krönungstag von Friedrich I., den preußischen Adelsstand.
Weitere Familienmitglieder erhielten Adelserneuerungen, so unter anderem Wilhelm Stosch, preußischer Leutnant der Kavallerie, am 18. April 1811 zu Berlin, Ferdinand Stosch, preußischer Stabskapitän, am 11. Januar 1815 zu Wien, die Brüder August Wilhelm, der spätere königlich preußische Geheime Obermedizinalrat und Leibarzt der Königin, Karl Friedrich, preußischer Premierleutnant und Adjutant der 3. Kavalleriebrigade, und Gustav Heinrich Friedrich Stosch, preußischer Leutnant und späterer Oberst bei der Gardeartilleriebrigade, am 24. April 1823 zu Berlin, Hans Stosch, Superintendent und Oberprediger zu Bütow in Pommern, am 6. Mai 1871 zu Berlin, und Richard Stosch, königlich preußischer Regierungs- und Baurat in Stade, am 23. Oktober 1911 durch Allerhöchste Kabinettsorder zu Potsdam Neues Palais (Diplom ausgestellt am 22. Januar 1912 zu Berlin).
Ein am 11. Dezember 1909 gegründeter Familienverband hielt in ungeraden Jahren Familientage in Berlin ab.

### Wappen

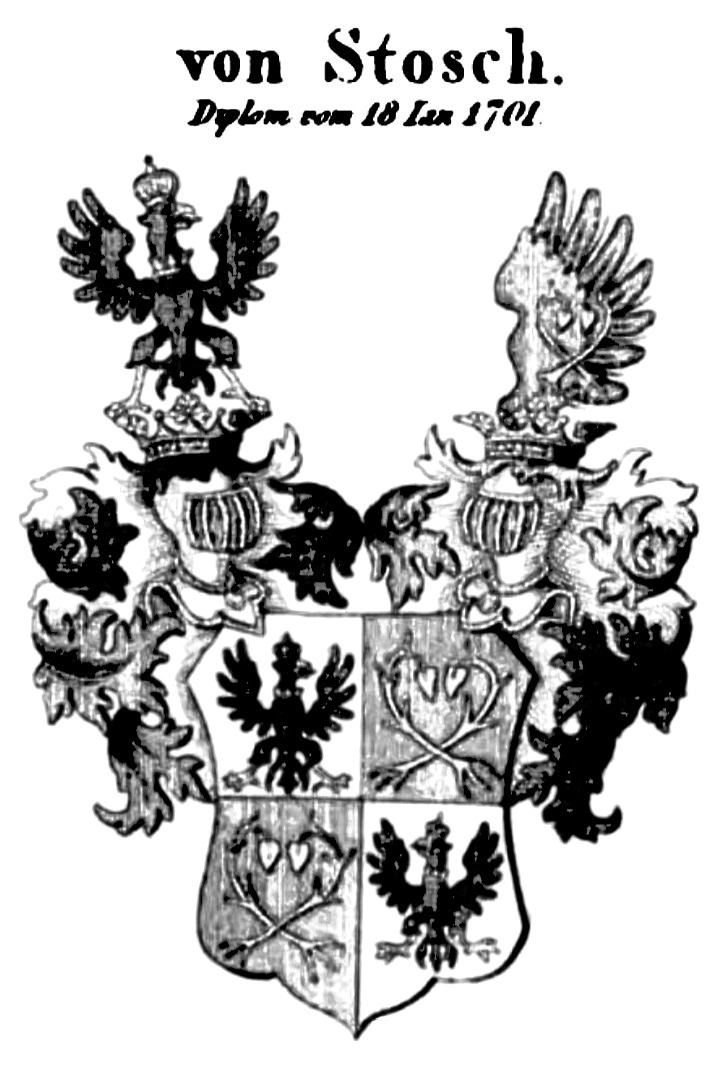
Wappen gemäß preußischen Adelsdiplom 1701

Das 1701 verliehen Wappen ist geviert. 1 und 4 in Silber ein königlich-gekrönter einwärtssehender goldbewehrter preußischer schwarzer Adler, die Flügel belegt mit silbernen Kleestängeln. 2 und 3 in Rot zwei oben mit den Spitzen gegeneinandergebogene silberne Seeblätter mit ausgebogenen, mit den Wurzelenden geschränkten Stängeln (Stammwappen der Uradelsfamilie von Stosch). Das Wappen hat zwei Helme mit rot-schwarz-silbernen Helmdecken, auf dem rechten der Adler, auf dem linken ein mit den Seeblättern belegter roter Flügel.
Die bei Adelserneuerungen in den Jahren 1811, 1815, 1823, 1871 und 1912 verliehene Wappen sind identisch mit dem Stammwappen der schlesischen Uradelsfamilie von Stosch. In Rot zwei oben mit den Spitzen gegeneinander gebogene silberne Seeblätter mit ausgebogenen, mit den Wurzelenden geschränkten Stängeln. Auf dem Helm mit rot-silbernen Decken ein wie der Schild bezeichneter Flügel.

### Bekannte Familienmitglieder
- Theodor Ferdinand von Stosch (1784–1857), preußischer Generalleutnant
- Albrecht von Stosch (1818–1896), deutscher Offizier und Politiker, Namensgeber der Kreuzerfregatte Stosch
- Erich von Stosch (1877–1946), deutscher Lokalpolitiker
- Hanns Caspar von Stosch (1694; † 18. Jhdt.), preußischer Landrat
- Hans-Hubertus von Stosch (1889–1945), deutscher Vizeadmiral
- Klaus von Stosch (* 1971), deutscher römisch-katholischer Theologe